# Wyrzutnia rakietowa
Wyrzutnia rakietowa – zespół urządzeń przeznaczony do wystrzeliwania pocisków rakietowych, nadający im początkowy kierunek lotu.

## Podział wyrzutni rakietowych
W zależności od konstrukcji i sposobu pracy rozróżnia się wyrzutnie prowadnicowe i zerowe (niemające prowadnic).
Wyrzutnie prowadnicowe stosowane są do niekierowanych oraz niektórych kierowanych pocisków rakietowych, np. lotniczych klasy powietrze-powietrze i przeciwlotniczych. Wyrzutnie zerowe służą do startu rakiet startujących pionowo lub pod dużym kątem podniesienia. 
Inny podział to wyrzutnie ruchome i stałe. Wyrzutnie  ruchome mogą zmieniać miejsce swego położenia, a w zależności od sposobu, w jaki odbywa się ta zmiana, dzielą się na przenośne i przewoźne. Wyrzutnie przewoźne są umieszczane na własnym samobieżnym podwoziu lub zamontowane na różnych obiektach ruchomych (samochody, czołgi, samoloty, okręty). Wyrzutnie  stałe mogą być umieszczane na powierzchni ziemi lub pod ziemią.  Bywają zakryte, gdy na powierzchni ziemi znajduje się schron do przechowywania pocisków rakietowych w położeniu poziomym, oraz podziemne, składające się z jednego lub więcej szybów, w których pociski rakietowe przechowywane są w położeniu pionowym.

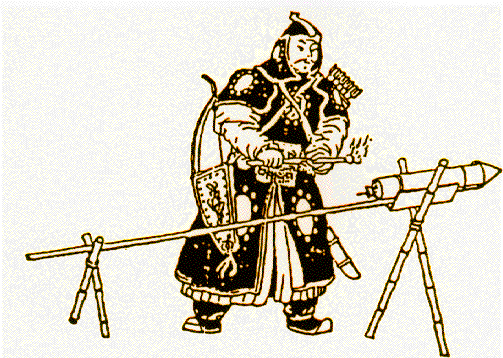
Prosta, rynnowa wyrzutnia oparta na kozłach, dla prymitywnej rakiety prochowej
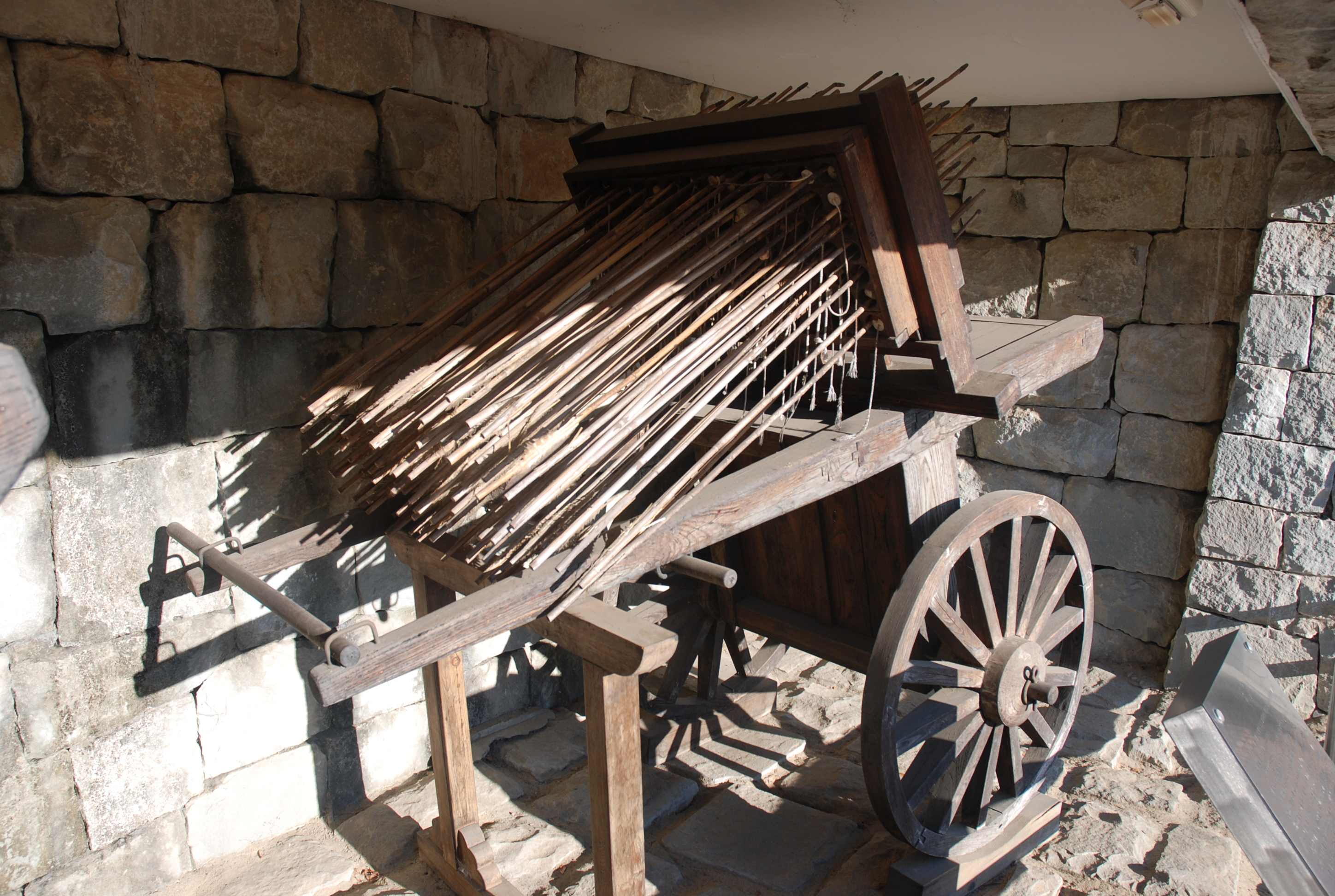
Hwacha, koreańska, przewoźna, kołowa, wieloprowadnicowa wyrzutnia dla rakiet prochowych
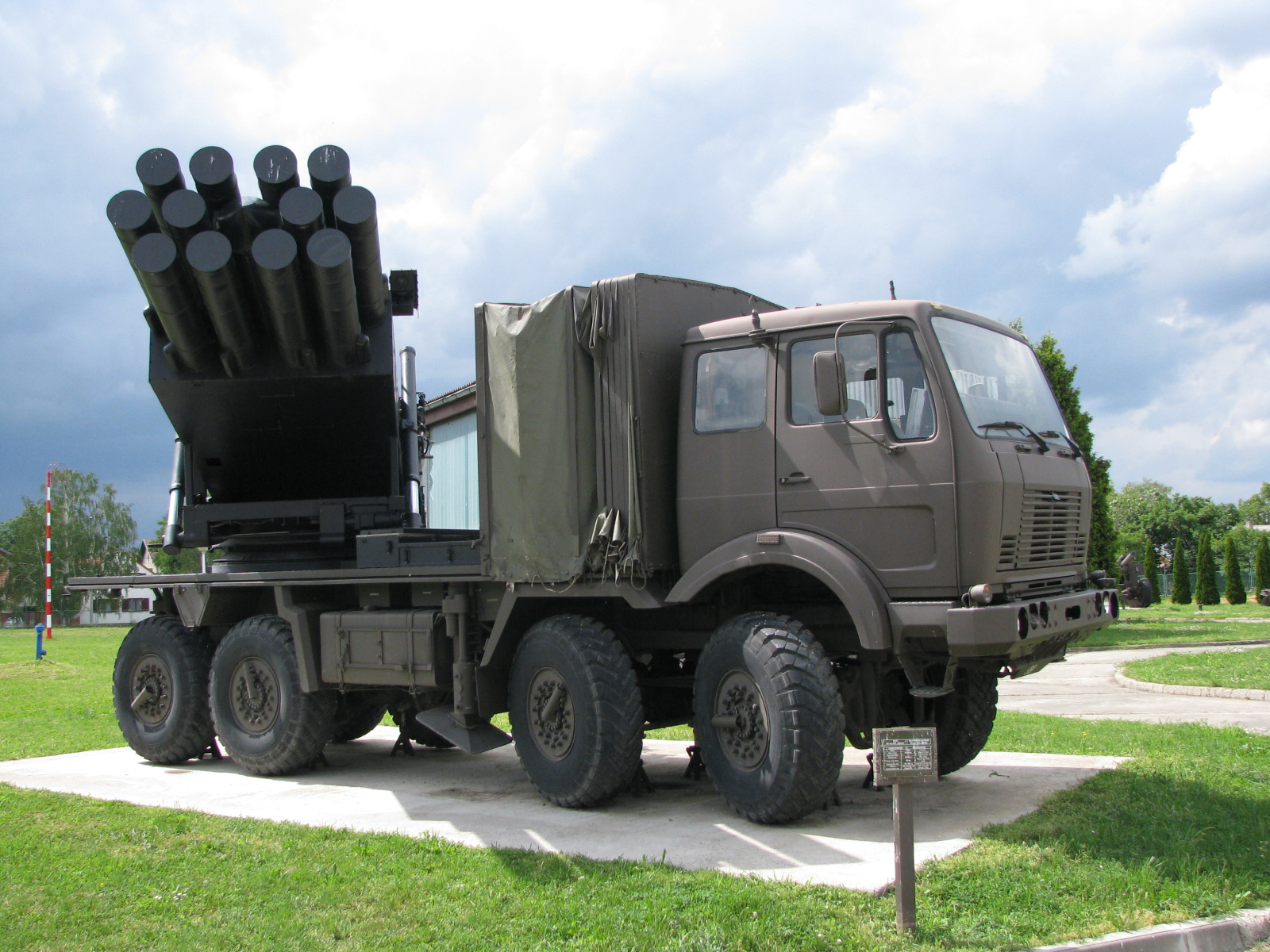
Wieloprowadnicowa, rurowa wyrzutnia na kołowym podwoziu samobieżnym
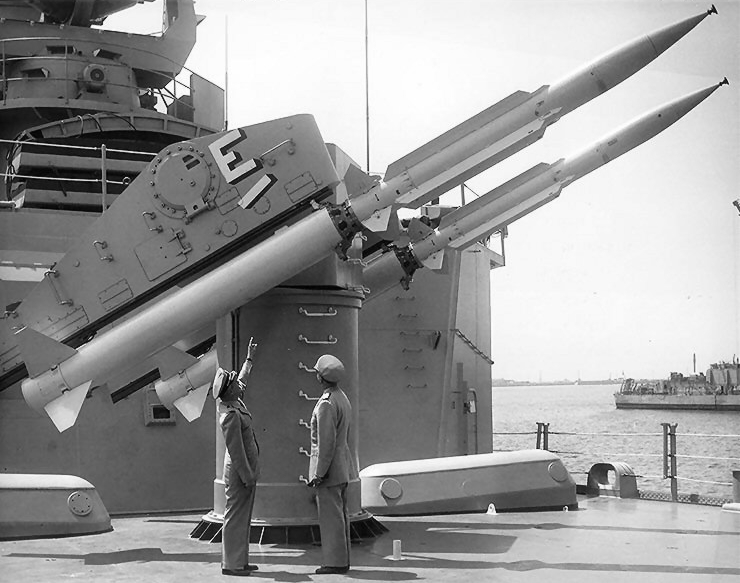
Dwuprowadnicowa, obrotowa, naprowadzana wyrzutnia pocisków RIM-2 Terrier
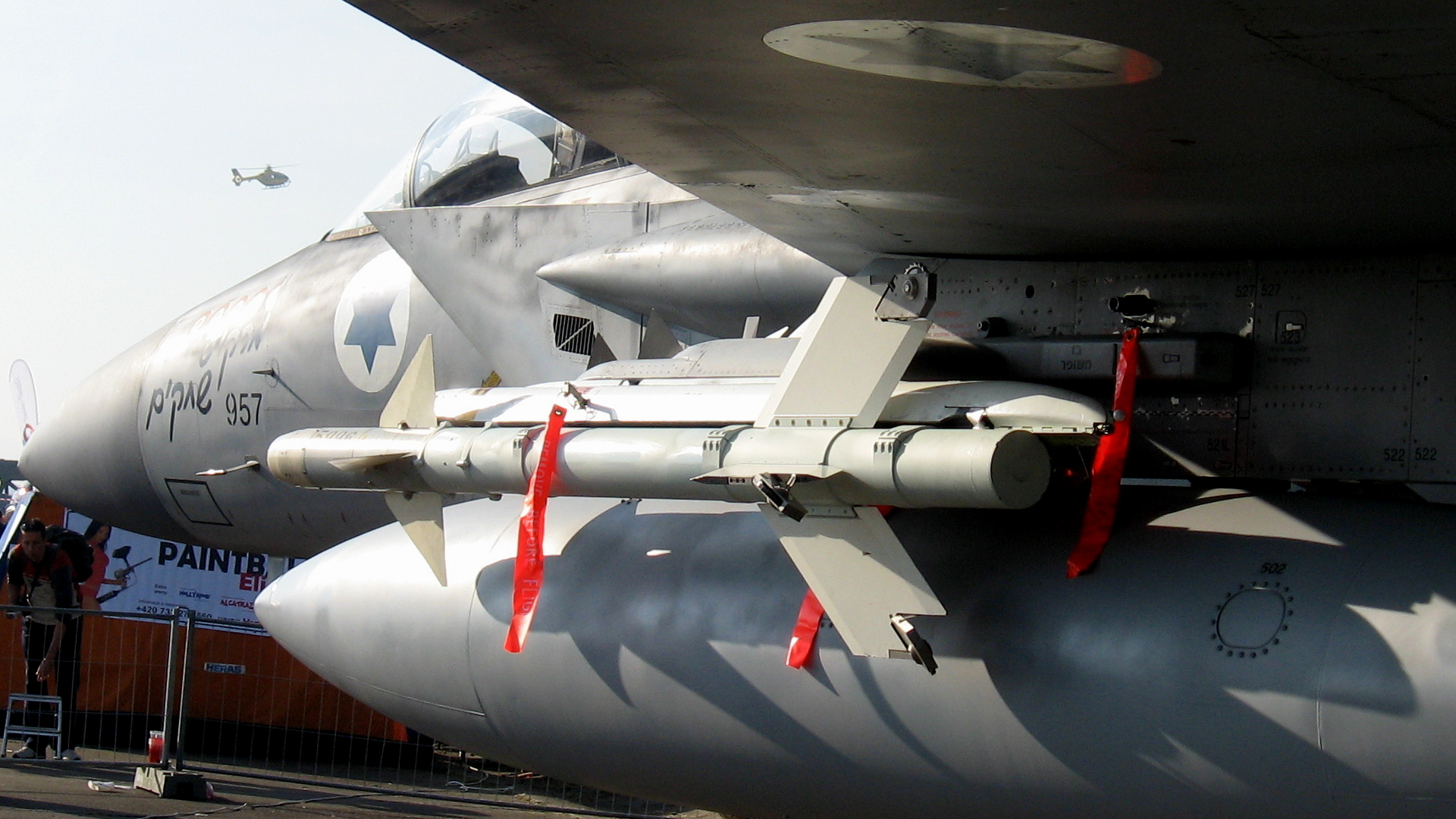
Jednoprowadnicowa, belkowa wyrzutnia podskrzydłowa z pociskiem Rafael Python
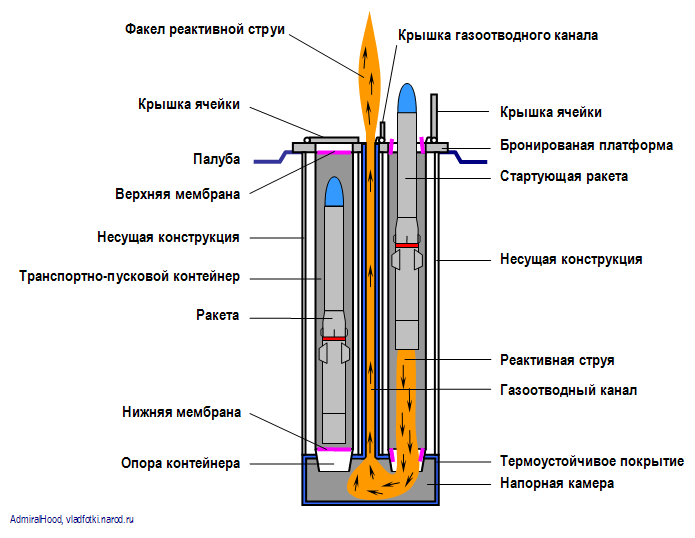
Przekrój okrętowej wyrzutni typu VLS
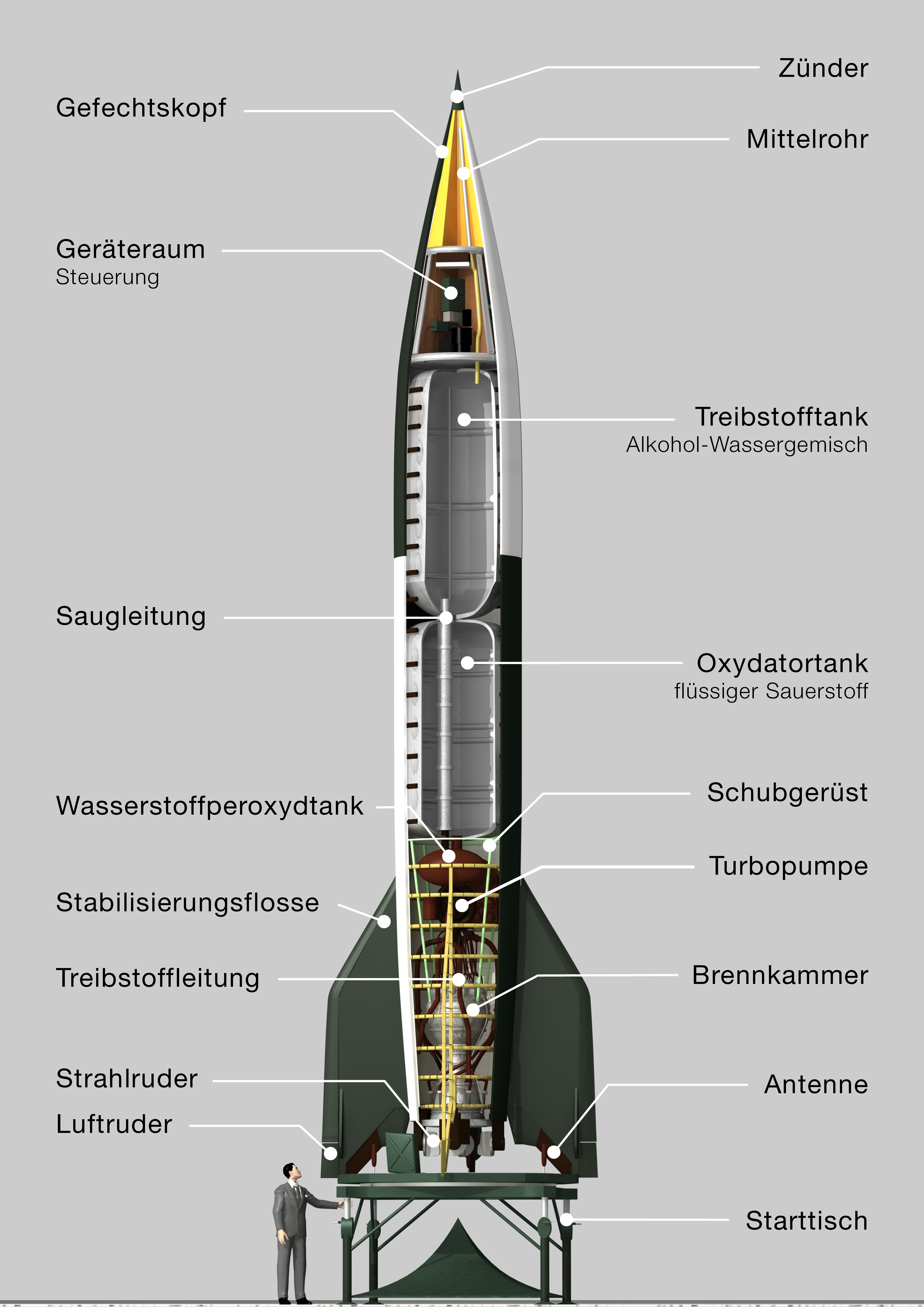
Pocisk V2 na wyrzutni bezprowadnicowej (stole startowym)